# Међународни сајам књига у Каиру
Међународни сајам књига у Каиру је највећи и најстарији сајам књига у арапском свету, који се одржава сваке године последње недеље јануара у Каиру, у египатском међународном изложбеном центру. Сајам се сматра најважнијим догађајем у арапском издавачком свету.

## Историја
Међународни сајам књига у Каиру један је од највећих сајмова књига на свету, који сваке године привуче стотине продаваца књига из целог света и око два милиона посетилаца. Представља највећи сајам књига у арапском свету, уједно и најстарији. Године 2006. био је други највећи сајам књига на свету након Сајма књига у Франкфурту.
Сајам је такође запажен јер издавачи са седиштем у Каиру производе приближно три од пет књига на арапском језику штампане у свету, а General Egyptian Book Organisation, која координира сајмом је највећи издавач књига у арапском свету. На сајму се налазе штандови и приватних издавача и владиних агенција из целог света, као и малопродаја књига, видео записа и других медија. Предавања, читања и други јавни догађаји се одржавају скоро три недеље, током којих траје сајам књига, а материјал је представљен на арапском, енглеском и другим језицима. Сајам апелује на Египћане, са медијима о главним темама, догађајима на отвореном.
Године 1969. је основана General Egyptian Book Organisation, владина група издавача и продаваца на мало, на 1000. годишњицу оснивања града Каира. У новембру 2018. године, General Egyptian Book Organization је прогласила да ће на међународном сајму књига у Каиру бити објављено сто нових књига под окриљем те организације.

## Контроверза
Последњих година су понесене оптужбе против левичарских и муслиманских милитантних аутора, дела критичним према влади и дела који садрже одломке или теме за које се сматра да су сексуално или културно контроверзне, забрањено представљање на сајму књига. Током сајма књига 2000. године, исламистички протести против књига које су сматрали увредљивима су изазвали насиље. Те године преко 2000 чланова муслиманских студентских група је протестовало испред универзитета Ал-Азхар, што је довело до ретких јавних протеста против египатске владе, насиља, 75 хапшења и бројних повреда. Студенти су протествовали против египатског издавача Министарства културе који је штампао и представљао продају романа A Banquet for Seaweed из 1983. године сиријског писца Хајдара Хајдара. Након протеста, два члана владине штампарије такође су ухапшена због омаловажавања религије и објављивања дела увредљивог за јавни морал.
Следећих година египатске власти су заплениле бројне књиге представљене од стране издавача. Ту су укључена дела Милана Кундере, Мохамеда Шукрија, Ханана ел Шејха и колеге либанског романописца Елијаса Хурија. Године 2005. египатска полиција је на сајму књига ухапсила бројне продаваче књига и активисте, оптужујући двојицу египатских новинара за ширење лажне пропаганде против владе и друге због представљања откривеног социјалистичког дела.
Сајам је отказан у јануару 2011. године због протеста у Египту.